# 国会議事堂 (マルタ)
国会議事堂（こっかいぎじどう、マルタ語: Dar il-Parlament）は、マルタ代議院の議事堂。首都バレッタにある。2015年に完成した。

## 歴史
1921年から2015年まで議会はマルタ騎士団総長館に入居していた。しかし、同館にはマルタ大統領官邸や博物館も入っていたため手狭だった。新議事堂の建設地の選定は難航した。バレッタは城郭都市であり建物が密集して建ち並んでおり十分な広さの空き地は皆無だった。
最初に候補に上がったのは南の城門の内側にあったロイヤル・オペラ・ハウスの跡地だった。この建物は第二次世界大戦中に破壊され廃墟となっていたが、復元が望まれていた。しかし敷地の広さや費用の面で問題があり断念した。
結果的に選定されたのはオペラ・ハウスと城門の間にあった「自由広場」だった。この広場はかつてマルタ鉄道のターミナル駅があった所で駐車場として利用されていた。オペラ・ハウスの跡地は野外音楽堂とし、イベントがない時は自由に利用できる広場とすることになった。
議事堂の建設は隣接する城門の改築と平行して行われた。このため2つの建造物のデザインは相互に調和することが必要だった。設計を担当したのはイタリアの建築家レンゾ・ピアノである。ピアノが提案したモダンなデザインは大きな反響を呼んだ。バレッタは世界遺産に登録された歴史都市であり、古典主義建築がふさわしいという意見が多かった 。
新国会議事堂と新城門の石材はゴゾ島産である。議事堂は2棟構成で片方は議員の事務室が入っている。1階はガラス張りで明るい空間となっており議事堂を紹介する展示室がある。

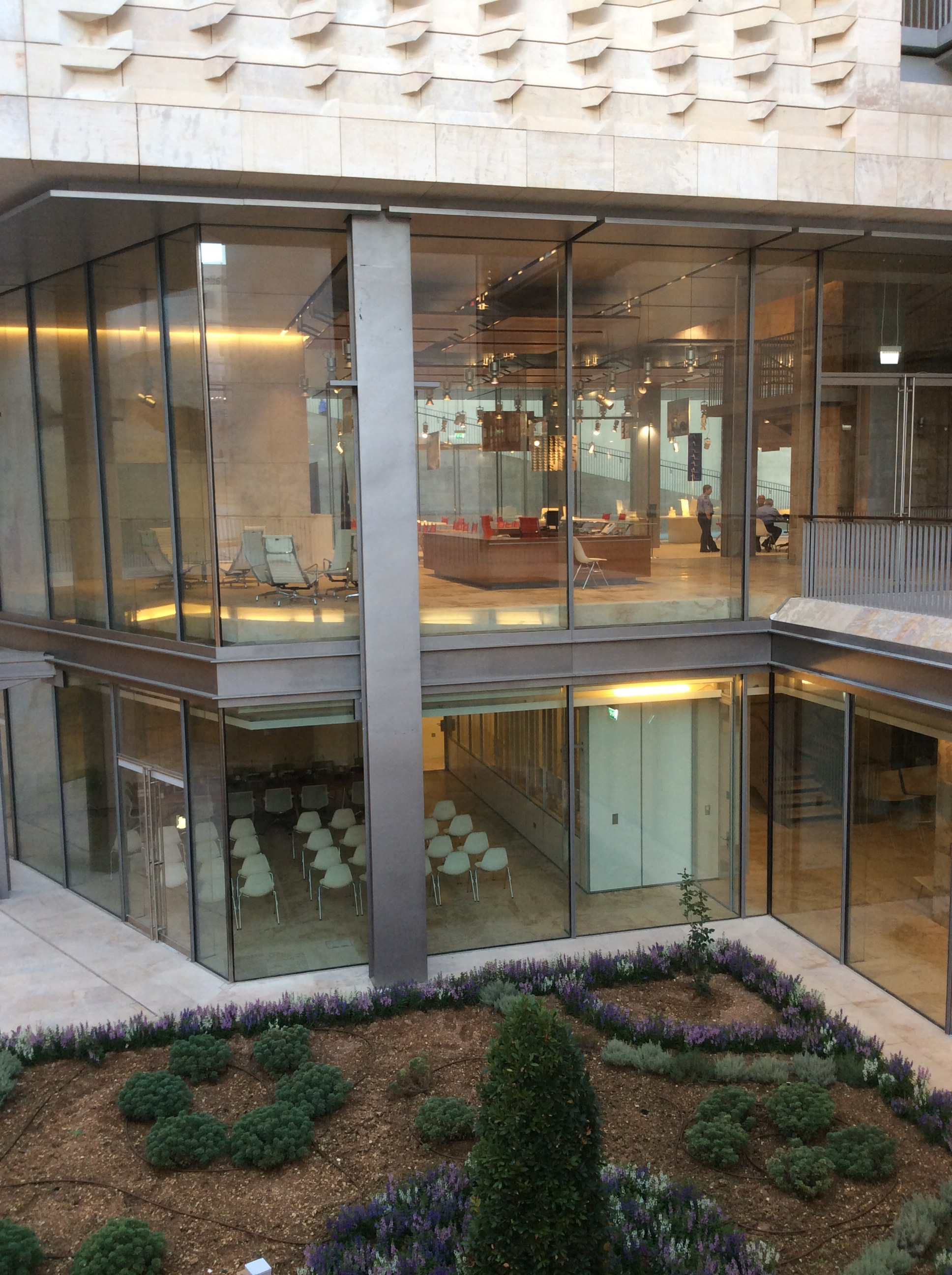
中庭
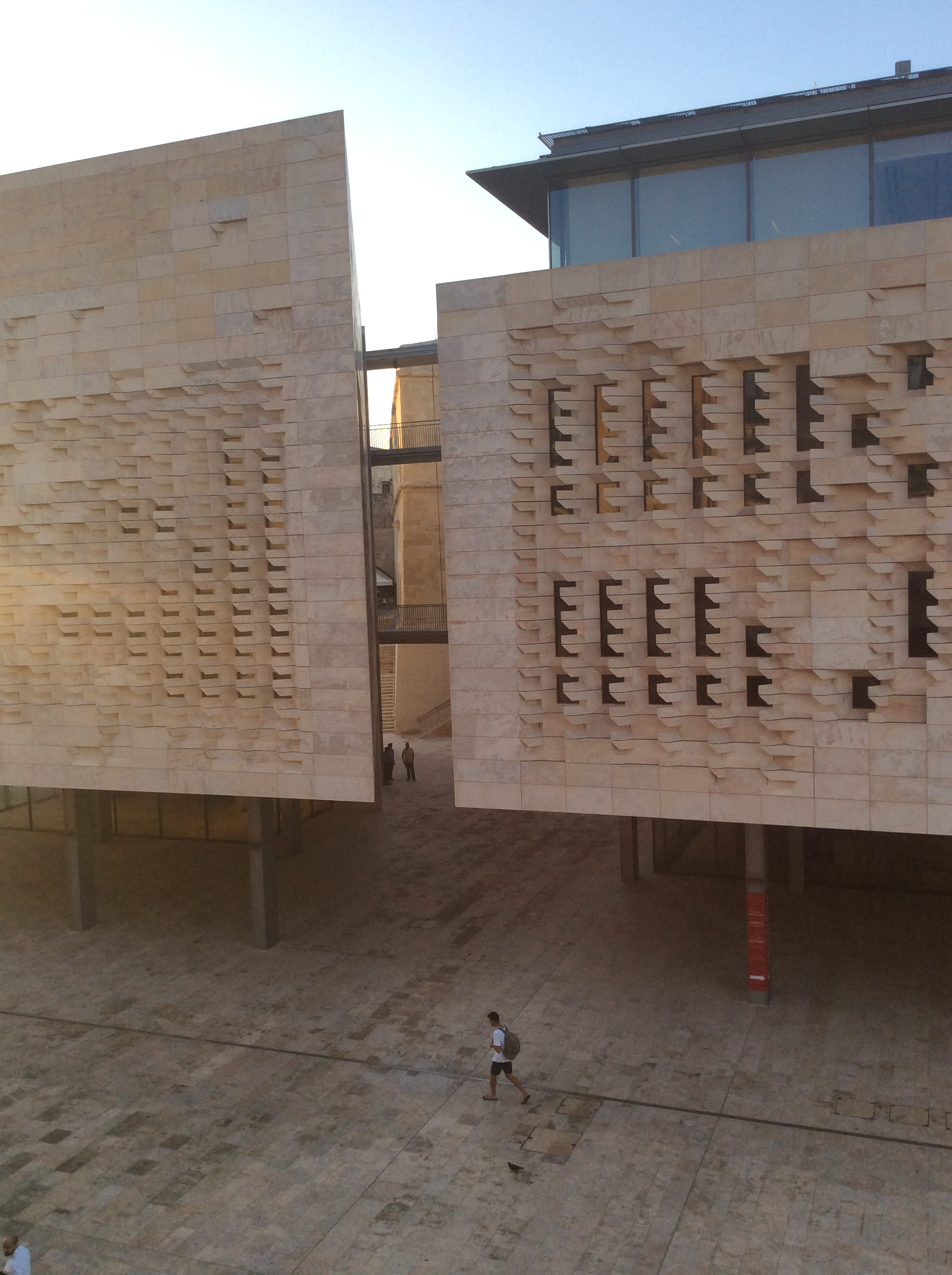
隙間
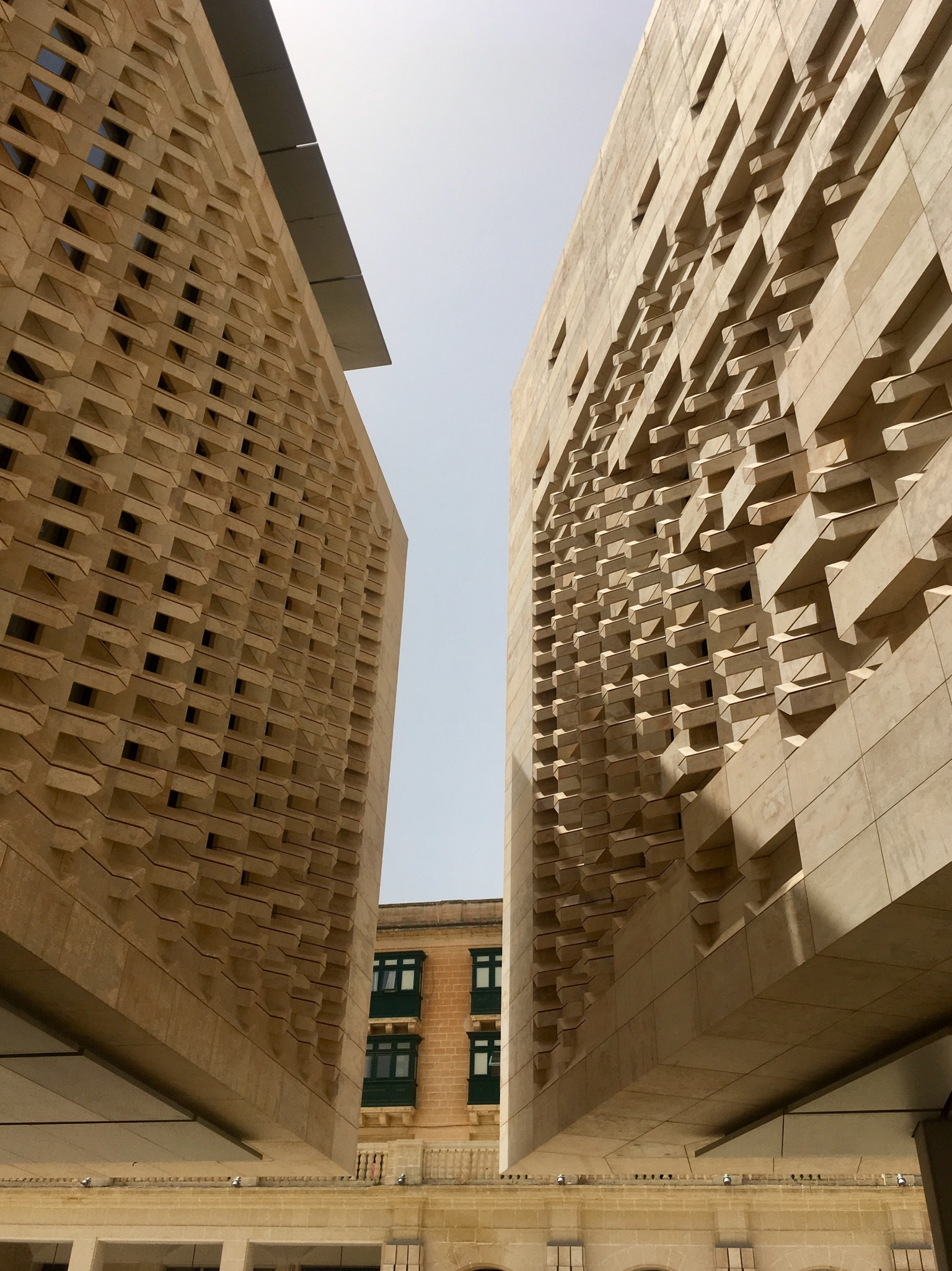
外壁